# Alessandro Pancotti
Alessandro Pancotti (Milano, 1982) è un poeta italiano.

## Biografia
Con la raccolta d'esordio Le iniziali ha vinto nel 2014 il Premio Letterario Camaiore nella sezione giovani. Nello stesso anno, partecipa alla VII edizione del premio internazionale di letteratura indetto dalla città di Como, in cui con la poesia Cortile di altri tempi, riceve una menzione speciale. Le sue poesie sono state pubblicate in riviste, siti specializzati e antologie.